# ホール (バンド)
ホール（Hole）は、アメリカ合衆国ロサンゼルスで1989年にコートニー・ラブを中心に結成されたロックバンド。コートニーの夫カート・コバーンのニルヴァーナ、元交際相手のビリー・コーガン率いるスマッシング・パンプキンズらと並び、1990年代を中心に世界的に高い人気を誇った。
活動期間中は、様々な事情で幾度となくメンバーが交代した。解散時の編成は、リード・ボーカル兼ギターがコートニー・ラブ（Courtney Love）、リード・ギターがエリック・アーランドソン（Eric Erlandson）、ドラムスはサマンサ・マロニー（Samantha Maloney）。なお、この時点でのベーシストは不在。

## 来歴
:本稿の記述におけるCDのリリース日、映画の公開日等は全てアメリカ合衆国におけるもの

### 結成
10代から音楽活動を行い、フェイス・ノー・モアのボーカルを一時期務めるなど、ミュージシャンに知己の多かったコートニー・ラブが、1989年にロサンゼルで結成。2年後の1991年9月7日、1stアルバム『プリティ・オン・ジ・インサイド』（Pretty on the Inside）をヴァージン・レコード傘下のインディーレーベルであったキャロライン・レコードからリリース。コートニー自身が、娼婦だった体験などを赤裸々に歌い上げた作品で、欧米ツアーを成功させた。なお、このアルバムはソニック・ユースのキム・ゴードンとドン・フレミングがプロデュースしている。
また、この年にコートニーはカートと出会い、既にトップスターだったカートとの交際はセンセーショナルに報道され、皮肉にもコートニーとバンド自身の知名度を上げることに一役買うこととなった。

### リブ・スルー・ディス
こうした私生活のトラブルやメンバーの交代が相次ぐが、1993年には、ニルヴァーナの所属レーベルでもあるゲフィンと契約。メジャーデビュー作となるアルバムの制作を行う。この作品は、1994年4月12日リリースが告知されるが、発売1週間前の同年4月5日に、カートが散弾銃で自殺を遂げる。この事件には、不審な点も多かった事から、他殺説も含めた様々な憶測が飛び交い、中には「カートはコートニーに殺された」と主張する者もいた。
そうした事態を乗り越えて、予定通り2nd（メジャー1st）アルバム『リブ・スルー・ディス』（Live Through This）はリリースされた。なお、一部の曲でカートがバックボーカルを務めており、一部にはソングライティングにも携わったという疑惑もあったが、コートニーはそれを否定している。
この作品は、その内容もさりながら、やはりセンセーショナルな話題性で大きな商業的成功を収め、ビルボードでは最高52位止まりながらロングセールスで、米国のプラチナムディスクを獲得した。ちなみに、このアルバムの裏ジャケットに写っているのは、少女時代のコートニーである。

### セッション
しかし、悲劇は続き、このアルバムにも参加したベーシストのクリステン・パーフ (Kristen Pfaff)が1994年6月16日、ヘロインのオーバードース（過剰摂取）で変死した。バンドは代役にメリッサ・オフ・ダ・マー (Melissa Auf der Maur)を迎え、大規模なツアーを成功させた。1995年2月14日にはMTVアンプラグドに出演し、オリジナル曲に加えて、当時未発表曲だったニルヴァーナの「ユー・ノウ・ユア・ライト」（"You Know You're Right"）などを演奏している。
また、この時期には、初期のレア音源集も発表されている。1995年9月8日には『アスク・フォー・イット』（Ask for it、1991年11月19日と1992年春のセッションを収録）、1997年8月26日には『ザ・ファースト・セッション』（The First Session、1990年のセッションを収録）、同年10月28日には『マイ・ボディ・ザ・ハンド・グレネード』（My Body, the Hand Grenade、B面曲や未発表曲を集めたミニアルバム）がリリースされた。

### 映画
一方では、1996年に公開されたミロス・フォアマン監督の映画『ラリー・フリント』（The People vs. Larry Flynt）で、コートニーは女優として、ニューヨーク映画批評家協会賞とボストン映画批評家協会の最優秀女優賞、シカゴ映画批評家協会の最優秀新人女優賞を受賞。第54回ゴールデングローブ賞主演女優賞にもノミネートされ、ホール以前の1986年から活動していた女優としての地位を確立する。

### セレブリティ・スキン
こうした事情から、バンド活動は停滞するが、1997年から約1年半に亘って、ロサンゼルスとロンドン、ニューヨークでセッションを行い、1998年9月8日に、3rd（メジャー2nd）アルバム『セレブリティ・スキン』（Celebrity Skin）がリリースされた。このアルバムは、スマッシング・パンプキンズのビリー・コーガンの助力を受けて完成した。また前作が「ソングライティングにカートの助力を仰いだ」という疑惑にさらされた事から、ビリーら外部の人間を含めた、ソングライターのクレジットを明記している。なお、この作品では、コートニーはギターを弾いておらず（全てエリックの演奏）、作詞と歌唱に専念したという。また収録曲「ボーイズ・オン・ザ・レイディオ」（"Boys On The Radio"）は亡きカートに捧げた歌である。ビルボードでは最高8位、全英でも最高11位を記録し、グラミー賞にノミネートするなど商業的にも成功を収めた。

### 争議
しかし、バンドは契約を巡って、レコード会社ユニバーサル・ミュージックと争議を起こし、遂には訴訟問題にまで発展した。再びバンドの活動は停滞する。1999年10月には、ベースのメリッサが、以前からファンだったというスマッシング・パンプキンズに加入するため脱退、バンドはメンバーの補充も行わず、実質的に活動休止状態となった。
バンドの争議は、アーティストの著作権問題に絡み、マスコミに取り上げられ、コートニーは別件でクリス・ノヴォセリック、デイブ・グロールとニルヴァーナの権利を巡っても衝突を起こした。

### 解散
バンドが停滞している時期にも、サマンサがモトリー・クルーの2000年ライブツアーに参加するなど、個別の活動は行われていた。サマンサは、このツアーで、ホール時代唯一の日本公演を果たしている。
2000年3月には、オリバー・ストーン監督、アル・パチーノ主演の映画『エニイ・ギブン・サンデー』（Any Given Sunday、公開は1999年12月22日）に使用された「ビー・ア・マン」（"Be a Man"）がシングルとしてリリースされるが、これがホールとしては最後の作品となった。
その後も、活動再開については様々な憶測や希望が飛び交うが、最終的には、2002年5月に、コートニーとエリックがバンドのウェブサイトで解散を宣言した。

### その後
解散後、エリックはプロデューサーやスタジオ・ミュージシャンとして活動している。また、彼は東洋思想にも深い関心を抱いており（1991年以来日蓮正宗の信徒でもある）、その研究にも邁進している。
メリッサは、スマッシング・パンプキンズ解散後の2004年にソロ・アルバムを発表し、この作品には、元スマッシング・パンプキンズのジェームス・イハやエリックも参加している。なお、再結成したスマッシング・パンプキンズには、参加希望を表明していたが、今のところ加わっていない。
サマンサは、スタジオ・ミュージシャンとして活動し、メリル・ニスカー率いるピーチズのアルバムに参加した。
コートニーは、女優としての活動や私生活上のトラブルが続き、一時は元メンバーのPatty Schemelらと新バンドバスタード（BASTARD）を結成するも、立ち消えとなった。結局彼女は、ソロとして音楽活動を再開し、2004年2月10日に1stアルバム『アメリカズ・スウィートハート』をリリースした。この作品には、サマンサやPattyも参加している。その後ツアーも行い、2007年には2ndアルバムをリリース予定。

### 再結成
2010年、再結成を表明。しかし、この再結成でのバンド・メンバーのうち、オリジナル・メンバーはコートニー・ラブのみで、あとのメンバーは新しい顔ぶれとなった。また、1stから3rdアルバム時のような、ギターのエリック以外は全員女性、といった編成でもなくなり、コートニー以外は全員男性である。この再結成に際し、オリジナル・メンバーであるエリック・アーランドソンは、『自分抜きでのホール再結成は法的にあり得ない』と物言いをつけた。
2010年4月27日、ホール名義としては12年ぶりとなるオリジナル・アルバム『ノーバディーズ・ドーター』がリリースされた。
2010年夏にはSUMMER SONICで訪日。

## メンバー
- コートニー・ラブ (Courtney Love) - リード・ボーカル、ギター　1964年7月6日生まれ。カリフォルニア州サンフランシスコ出身　○△◎●□☆
- エリック・アーランドソン (Eric Erlandson) - リード・ギター　1963年1月9日生まれ。カリフォルニア州ロサンゼルス出身　○△◎●□☆
- サマンサ・マロニー (Samantha Maloney) - ドラムス　1975年12月11日生まれ。ニューヨーク州ニューヨーク出身　☆

- メリッサ・オフ・ダ・マー (Melissa Auf der Maur) - ベース　1972年3月17日生まれ。カナダケベック州モントリオール出身　☆
- Patty Schemel - ドラムス　1967年4月24日生まれ。　△◎□
- Caroline Rue - ドラムス　○●□
- Jill Emery - ベース　1962年生まれ。カリフォルニア州ロサンゼルス出身　○●□
- クリステン・パーフ (Kristen Pfaff) - ベース　1967年5月26日生まれ。1994年6月16日死去。ニューヨーク州バッファロー出身　△◎
- Leslie Hardy - ベース　□

エリック以外は、全員女性。メリッサ以外は、全員アメリカ合衆国出身。
主要メンバー以外は、日本語表記が成されていない、一定していないため、英語表記のままとする。

### 参加作品
- メンバープロフィールの後の記号を参照

○:Pretty on the Inside
△:Live Through This
◎:Ask for It
●:The First Session
□:My Body, the Hand Grenade
☆:Celebrity Skin

## ディスコグラフィ

### アルバム
- 『プリティ・オン・ジ・インサイド』 - Pretty on the Inside (1991年9月17日)
- 『リヴ・スルー・ディス』 - Live Through This (1994年4月12日)
- 『セレブリティ・スキン』 - Celebrity Skin (1998年9月8日)
- 『ノーバディーズ・ドーター』 - Nobody's Daughter (2010年4月27日)

### コンピレーション・アルバム
- My Body, the Hand Grenade (1997年10月28日)

### EP
- 『アスク・フォー・イット』 - Ask for It (1995年9月8日)
- The First Session (1997年8月26日)
- 『オーフル』 - Awful: Australian Tour EP (1999年)

### シングル
- "Retard Girl" (1990年4月)
- "Dicknail" (1991年3月)
- "Teenage Whore" (1991年8月)
- "Beautiful Son" (1993年4月)
- "Miss World" (1994年5月12日)
- "Doll Parts" (1994年11月15日)
- "Violet" (1995年1月1日)
- "Softer, Softest" (1997年1月)
- "Celebrity Skin" (1998年10月8日)
- "Malibu" (1998年12月29日)
- "Awful" (1999年4月27日)
- "Be a Man" (2000年3月28日)